# Viola pacheri
Viola pacheri är en violväxtart som beskrevs av Johann Baptist Wiesbaur. Viola pacheri ingår i släktet violer, och familjen violväxter. Inga underarter finns listade i Catalogue of Life.